# IC 4533
IC 4533 — галактика типу Sa (спіральна галактика) у сузір'ї Волопас.
Цей об'єкт міститься в оригінальній редакції індексного каталогу.